# Liste der französischen Gesandten beim Deutschen Bund
Dies ist eine Liste der französischen  Gesandten beim Bundestag des Deutschen Bunds (1815–1866). 

## Gesandte
1818: Aufnahme diplomatischer Beziehungen
- 1818–1830: Karl Friedrich Reinhard (1761–1837)
- 1830–1839: Jean Baptiste de Alleye de Ciprey (1784-184?)
- 1840–1842: Antoine Louis Deffaudis (1786–1869)
- 1842–1847: Justin de Chasseloup-Laubat (1800–1847)
- 1848–1855: Auguste Bonaventure de Tallenay (1795–1863)
- 1855–1858: Gustave de Montessuy
- 1858–1864: Alfred de Salignac-Fénelon (1810–1883)
- 1864–1866: Edmé de Reculot (1815–1891)

1866: Auflösung der Gesandtschaft